# Moror
Moror és un poble del terme municipal de Sant Esteve de la Sarga, a la comarca del Pallars Jussà. És un dels pobles anomenats de la Feixa, i ésa la part del Montsec d'Ares coneguda com l'Obaga del Montsec. És a l'extrem de llevant del municipi, cap al centre de l'extrem sud de la comarca. S'hi accedeix per la carretera LV-9124, que des de la C-13, prop de Guàrdia de Noguera, mena al poble de Moror en uns 7 quilòmetres. Està situat sobre una penya, i per aquest fet es construí en vertical, de dalt a baix. Té un carrer únic que baixa des de la plaça principal a la font i al bell mig del poble hi ha la plaça de la Raval.

## Etimologia
Segons Joan Coromines, el topònim «Moror» apareix ja en una butlla del 1214 i és àmpliament documentat posteriorment. Procedeix d'un terme llatí, castrum maurorum o palatium maurorum, que, segons Coromines, era el terme per a designar un castell la guarnició del qual eren soldats mauritans, integrats com a legionaris en els exèrcits imperials romans. Així, Moror seria equivalent a castell dels moros.

## Història
Originàriament, Moror era un enclavament militar, com queda explicat a l'apartat d'Etimologia. Sobre els seus murs es van construir les primeres cases del poble i l'església de sant Miquel.
A l'edat mitjana, el castell de Moror, ja existent, s'integrà com a defensa del flanc sud-oest del gran castell de Mur, i va pertànyer al terme de dit castell durant els segles medievals, fins que poc després passà a domini dels pabordes de Mur.

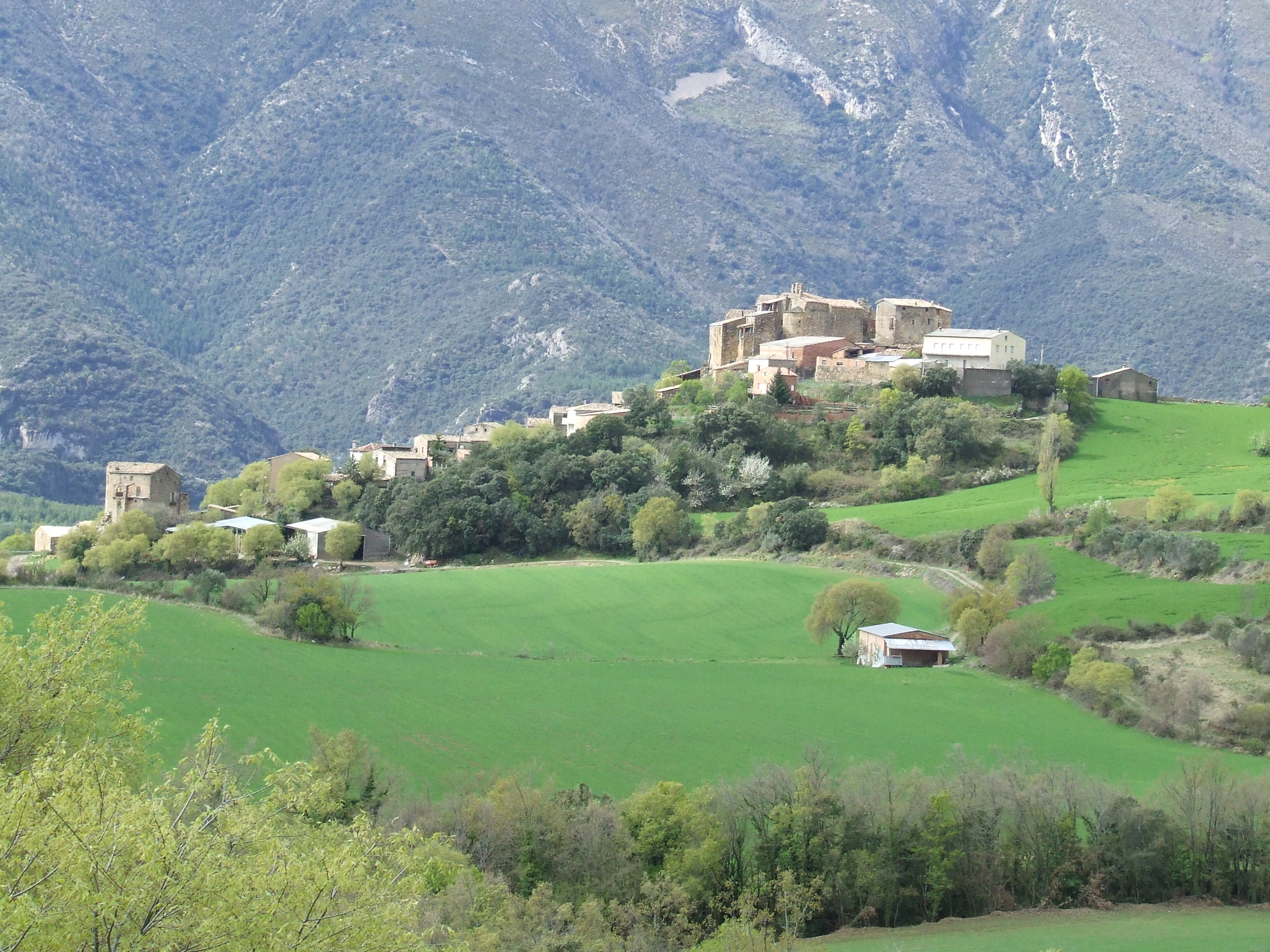
Moror des d'Estorm, al nord

La primera documentació remet el 1083: Rodlà donava el seu alou de Moror al monestir de Santa Maria de Gerri, que, segurament, anava acompanyat d'altres possessions a l'entorn del poble. L'església, d'altra banda, pertanyia a la Pabordia de Mur.
El castell —el mateix poble clos— està documentat el 1172. A més d'aquests monuments principals també podem destacar el jaciment arqueològic del Despoblat de les Tombetes, amb les restes de l'església de Sant Martí de les Tombetes, situat a la vall de Sant Esteve de la Sarga, al vessant nord de la serra del Montsec i allunyat del nucli poblacional, lloc on es van concentrar els primers nuclis de població ibers i romans.
En el fogatge del 1359, Moror apareix amb 13 focs (uns 65 habitants), en el Fogatge del 1553, 12, i en la Geografia de Carreras Candi, publicada vers 1900, s'hi citen 63 edificis, amb 123 habitants.
Entre les construccions de caràcter històric també destaca el Molí, que té diversos copropietaris i que feia la funció d'abastir el poble de recursos productius durant la primera meitat del segle xx; es coneix l'existència d'un segon molí (n'hi havia dos: un de farina i un altre d'oli). Avui dia el molí, situat al barranc del Bosc, està reformat, però sense ús definit. D'altra banda, existeix sota la plaça un refugi construït durant la guerra civil, al qual s'entra per ll'església. Hi destaca també la Casa Sanui, la casa més grossa que s'ha construït sobre una roca a Catalunya. Curiosament, la planta d'aquesta casa recorda la del castell de Mur, i té tota l'aparença d'un castell.

Casa Sanui
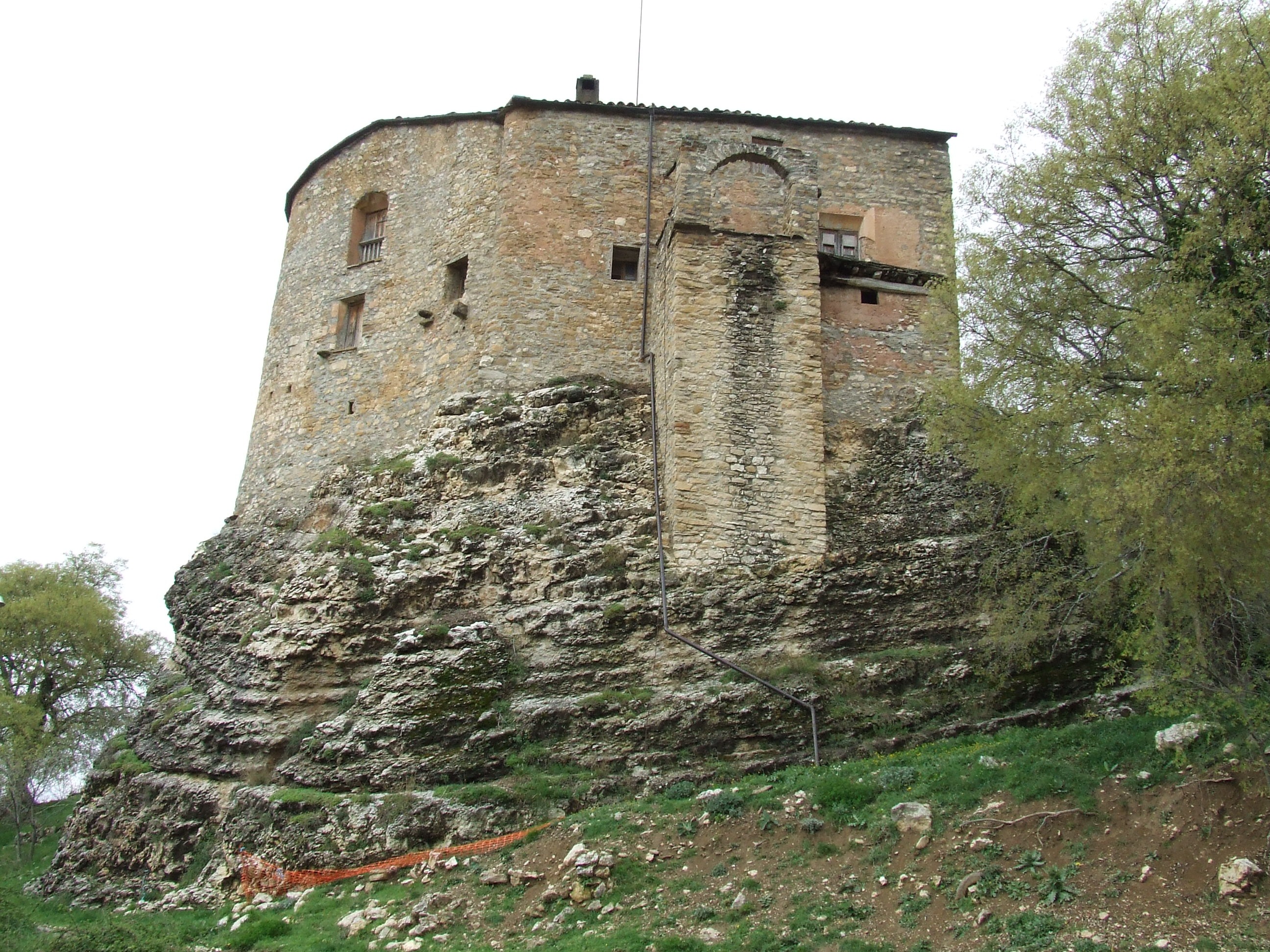
Casa Sanui, façana de llevant
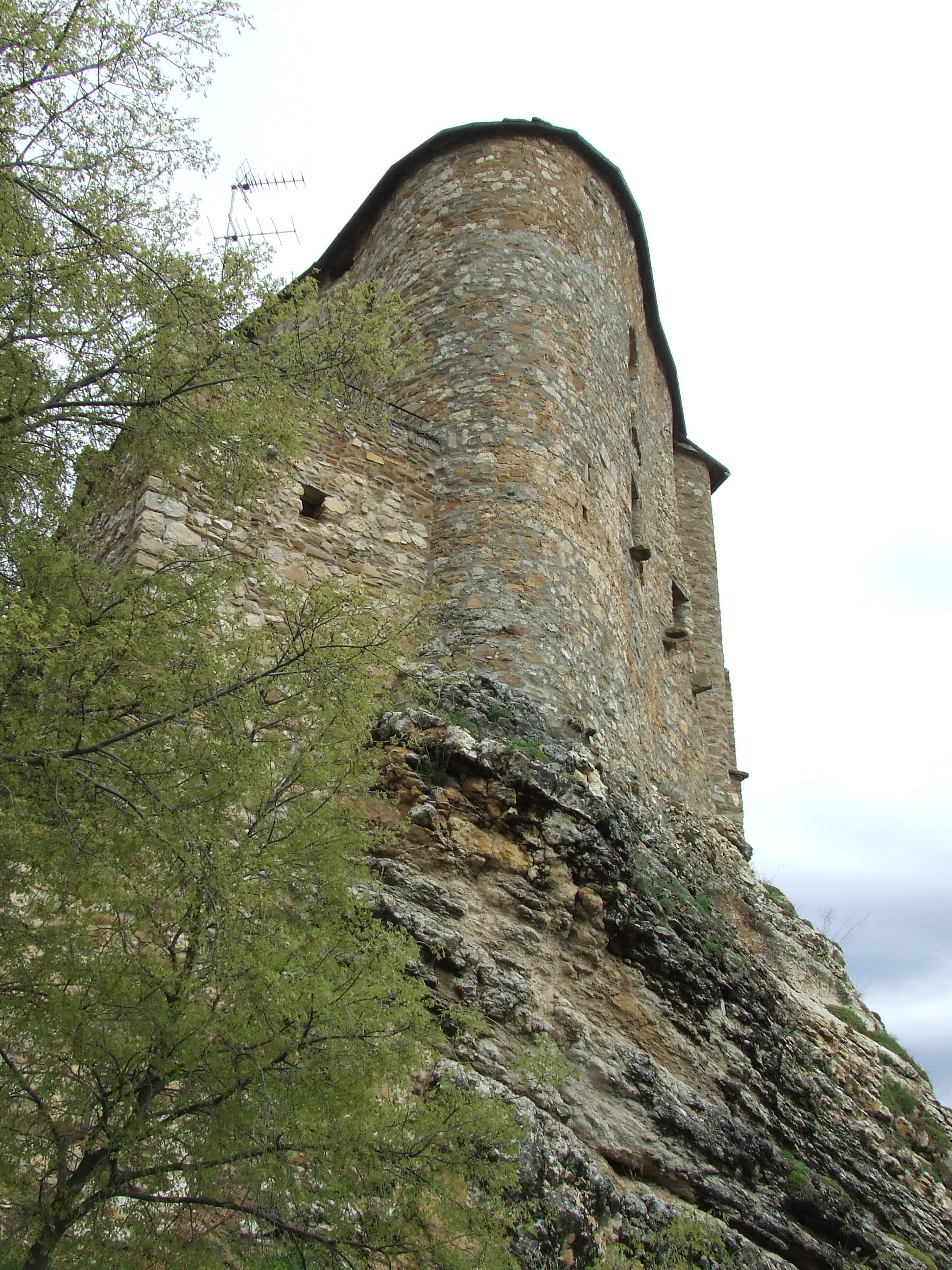
Extrem meridional de la casa Sanui
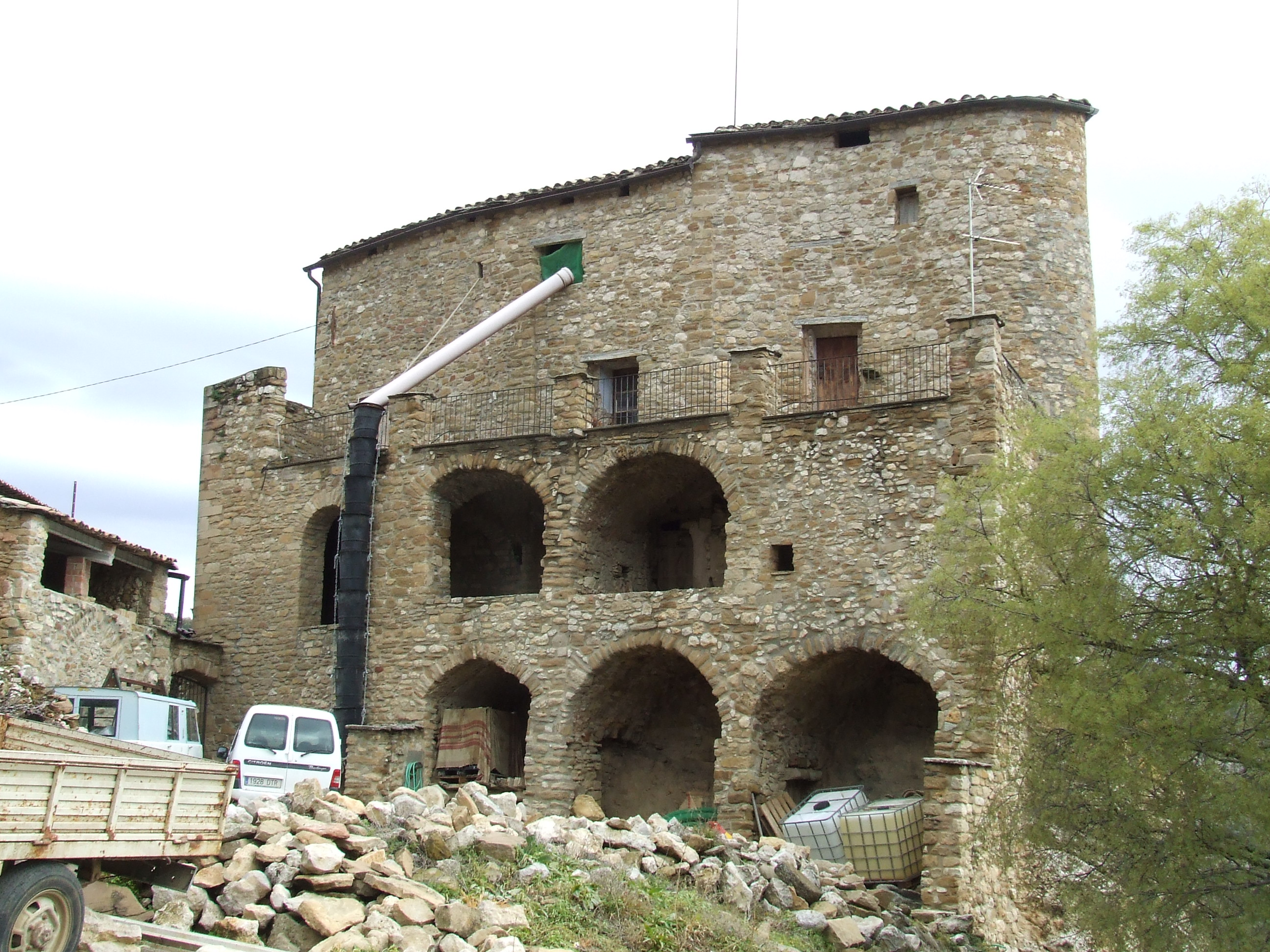
Façana de ponent, en obres l'abril del 2009
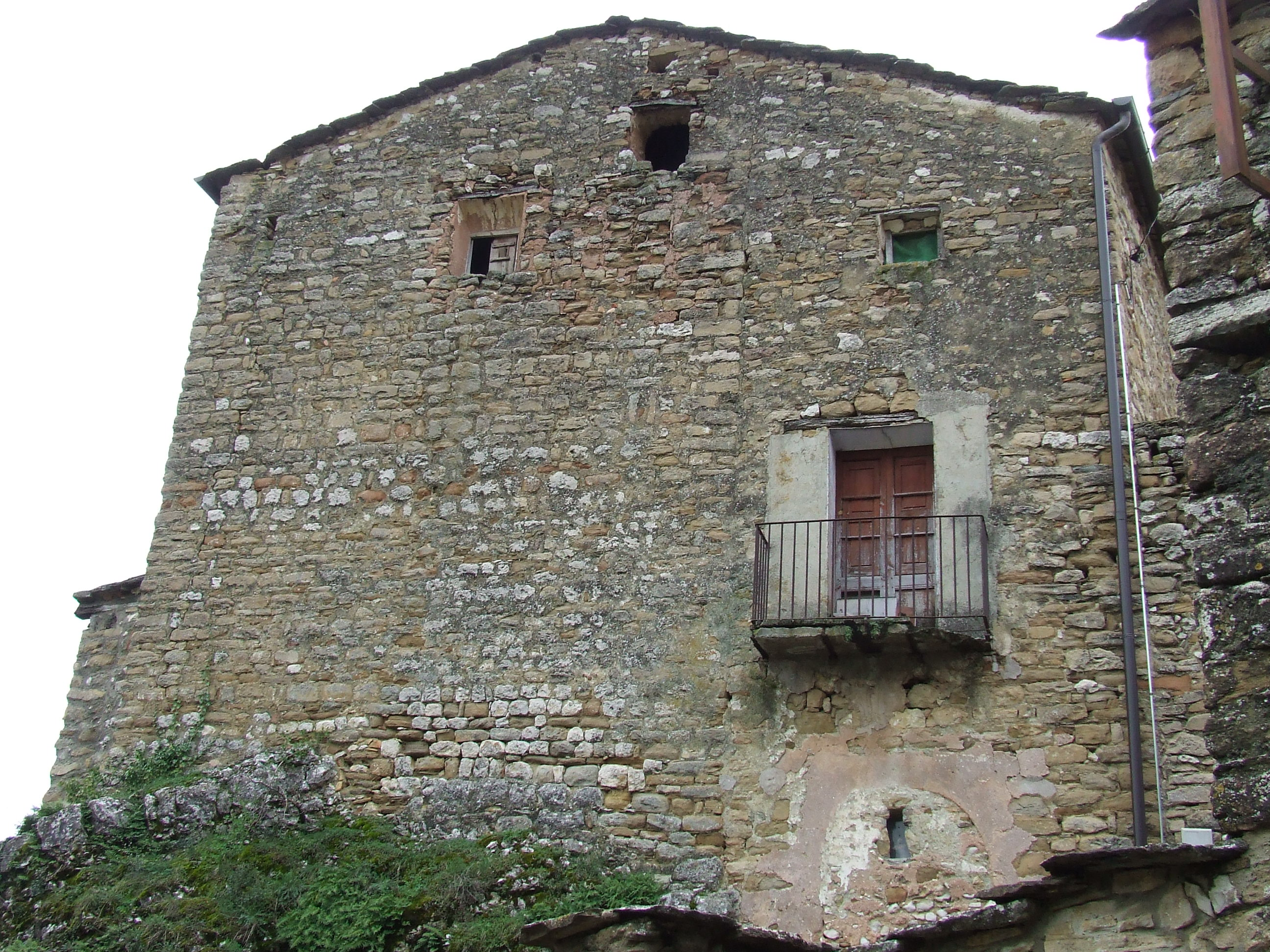
Façana septentrional, amb filades de carreus medievals

Com tots els pobles de l'actual terme de Sant Esteve de la Sarga, Moror tenia el seu ajuntament propi entre el 1812, com a aplicació dels preceptes de la Constitució de Cadis. L'ajuntament de Moro, com s'anomenava oficialment, perdurà fins al febrer del 1847, quan foren suprimits els ajuntaments que tenien menys de 30 veïns (caps de família). Moror fou unit a Alsamora, que el 1920 canviava de nom. La capitalitat municipal va passar així a l'actual de Sant Esteve de la Sarga.
Fins al 1831, any d'extinció dels senyorius, Moror pertangué als barons, després comtes, de Mur, parcialment en mans en aquell moment del marquès de Sora-Vila-rasa.
Pascual Madoz, en el Diccionario geográfic…, publicat el 1845, informa del Moror que conegué poc temps abans, directament o a través dels seus col·laboradors. Hi diu que el poble és al vessant oriental d'un turó, en posició bastant ventilada i clima fred. Formen el poble 32 cases, 30 de les quals estan agrupades, totes d'un sol pis i mala construcció. A la part alta del poble hi ha una plaça i les restes de dues torres de l'antiga fortificació. També hi ha l'església, que disposa de rector, el qual ha d'atendre diversos pobles de l'entorn. Hi ha dues masies, denominades Masia del Moro i del Morillo. El terreny és muntanyós, aspre i trencat. No hi ha regadiu, i en els vessants del Montsec hi ha un extens bosc de roures i alzines, que donen molta llenya i carbó, que els habitants del poble duen a vendre a Tremp i als pobles dels voltants. S'hi cull el mateix que als altres pobles de la Feixa: blat, ordi, oli i vi, i hi ha bestiar de llana. S'hi cacen conills, llebres i perdius, així com uns quants llops. Hi ha dos molins, un de fariner i un d'oli. Formen la població 22 veïns (caps de família) i 130 ànimes (habitants).
Tot i que al pas del segle xix al xx tenia prop de 250 habitants, que baixaren a 49 el 1970 i a 40 deu anys més tard, actualment en té només 13, que poden augmentar fins a 80 durant el mes d'agost, en què els seus fills tornen per les vacances d'estiu. La majoria dels nascuts a Moror van emigrar a mitjan segle xx a Barcelona i alguns altres a Lleida, ja que amb els conreus de secà no hi havia prou per abastir tota la població, entre altres motius.
Vers 1900 el senyoriu de Moror consta a favor del Duc d'Híjar i de N. d'Oliver, com Alzina.

## El poble clos

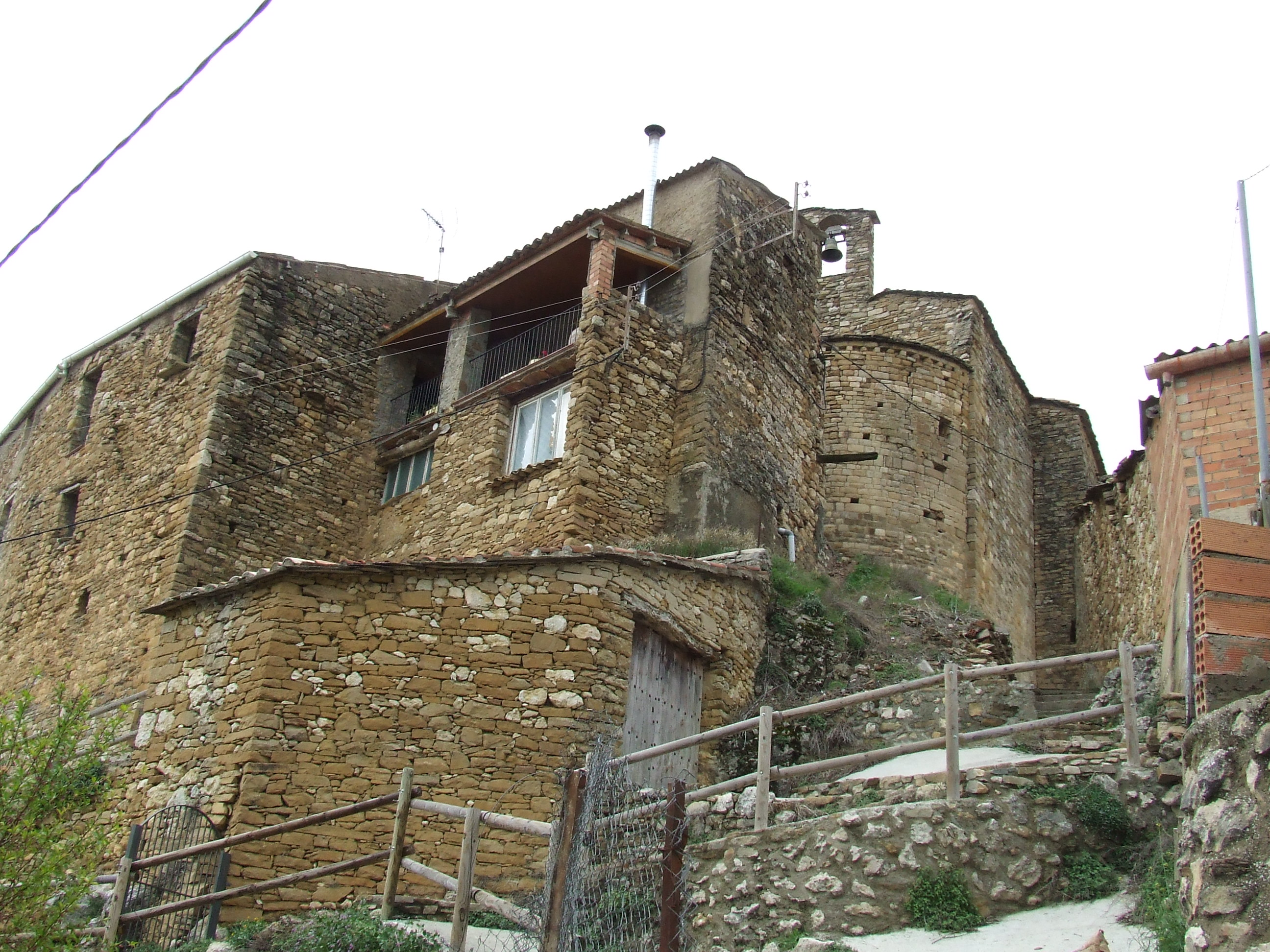
L'església, a la part més alta del poble

El poble clos és una obra declarada Bé Cultural d'Interès Nacional. El poble devia tenir a l'edat mitjana una planta quadrada. S'originà a partir d'un castell homònim preexistent. Avui resten alguns fragments de la muralla que l'envoltava, així com d'una torre i una torre d'angle. El mur agafa tota la cara oest i part de la sud; és format per carreus de mida mitjana, col·locats en fileres horitzontals. El grup de cases és organitzada al voltant d'una plaça central; l'església és a l'angle nord-est. Al seu costat hi havia una torre, que segurament era circular, avui molt malmesa. Al costat oest hi ha una torre de planta en forma de mitja circumferència. Les cases que hi ha al l'est de la població són posteriors. El lloc de Moror s'originà a partir del castell; per tant la història de la fortalesa és indestriable de la de la vila. El 1092 es documenta el terme del castell per primer cop. El 1099 fou donat per Pere Ramon I de Pallars Jussà a la canònica de Mur. El 1272 Arnau de Mur definí els drets que tenia sobre el castell. El 1831 figura ja en mans de la família Oliver.
La planta del poble és clarament de poble clos, amb un únic accés principal, atesa la situació damunt d'un penyal; la planta del poble és quadrada, d'uns 45 m. de costat, però s'adapta al lloc on es troba. Havia tingut muralles, que el viatger Pascual Madoz a mitjan segle xix descriu, fent especial èmfasi en les dues torres. De fet, són bestorres (mitges torres inserides en la muralla), i encara hi són. L'església és al costat d'una d'aquestes bestorres, que té un diàmetre de quasi cinc metres i arriba a una alçada de vuit metres, i a continuació es conserva un bon tros de la muralla que circuïa el poble. Entre trossos conservats i refets, són gairebé vint, els metres conservats de la muralla. L'aparell dels murs, de carreus de mida mitjana ben disposats, majoritàriament en filades horitzontals permeten datar aquest poble clos en el segle xi. L'església parroquial, dedicada a sant Miquel és romànica, és al nord-est del poble clos. Fins a mitjan segle xix hi havia hagut restes del castell de Moror. Pascual Madoz, quan va visitar la població, parla de dos torricons i de restes del castell, que avui dia són molt difícils de reconèixer. Els torricons són les bestorres abans esmentades. A prop del poble hi ha també les restes de l'església romànica de Sant Martí de les Tombetes.

## Personatges destacats
El personatge més destacat de Moror fou mossèn Josep Condó i Sambeat, nascut a Montcorbau el 1876 i traspassat a Bossòst el 1919. Va ser vicari de Sant Miquel de Moror entre 1896 i 1905, i una part de la seva obra fou escrita a Moror. Mossèn Condó es va concentrar en la conservació i estudi de l'aranès, que a principi del segle xx era fortament abandonat, i encara avui dia se'l considera la figura més rellevant de les lletres araneses.

## Festes i tradicions
Moror celebrava la festa el primer dissabte d'agost. Tanmateix, també celebra la festa de sant Miquel, el 29 de setembre, i la de la copatrona, la Mare de Déu del Remei, el primer diumenge d'octubre.
Els goigs centenaris que es canten a la festa de Sant Miquel fan:
| «              | Fa centúries que us triaven per patró els avantpassats, i la glòria que ells maldaven els d'avui cerquem frisats. La parròquia que coroni ací ara aquell gran zel: Moror sigui testimoni de l'amor, oh sant Miquel. | » |
| — Goig popular | |   |

Els de Moror, quan el poble era en plena activitat, assistien massivament als principals aplecs comarcals, entre els quals destacaven els de Mur, el primer diumenge de maig, el de la Mare de Déu de Fabregada, el darrer diumenge de maig, i el de l'Hostal Roig i Sant Salvador del Bosc, a la tardor.

## Llegendes
Atès els noms dels pobles, Alsamora i Moror tenen almenys dues llegendes —o una amb dues variants— el protagonista de les quals és el senyor, moro, de Moror.
La primera variant explica que el moro de Moror estava bojament enamorat de la senyora, també mora, d'Alsamora. Era tal la seva bogeria d'amor que es passava tot el dia mirant de veure des dels merlets del seu castell la mora, dalt de la torre d'Alsamora. Com que aquest darrer poble era en un pla molt més baix que Moror, i la torre no compensava la diferència d'alçada, el de Moror va perdre definitivament el seny cridant a la seva enamorada que alcés més la seva torre: «Alça, mora!, Alça, mora!» es conta que li cridava sense parar. La seva veu ressonant per la vall donà així nom al poble de la seva estimada.
L'altra llegenda és una mena de Tristany i Isolda adaptat als pobles de la Feixa: els protagonistes, els mateixos; però, entremig, un casament de conveniències de la mora d'Alsamora, un filtre d'amor, unes visites clandestines… i una fugida dels amants cap a Mont-rebei, on saltaren al buit. No caigueren: el dimoni se'ls endugué, i hi ha qui diu que a la nit de sant Joan encara avui dia s'hi sent el lament dels dos amants.